# Lasioglossum sakishima
Lasioglossum sakishima är en biart som beskrevs av Ebmer och Maeta 1999. Lasioglossum sakishima ingår i släktet smalbin, och familjen vägbin. Inga underarter finns listade i Catalogue of Life.